# Alcipe muntanyenca
L'alcipe muntanyenca (Alcippe peracensis) és un ocell de la família dels alcipeids (Alcippeidae).

## Hàbitat i distribució
Habita els boscos de muntanya del sud de Laos i del Vietnam i la Península Malaia.